# Saint-Julien-de-Coppel
Saint-Julien-de-Coppel è un comune francese di 1 147 abitanti situato nel dipartimento del Puy-de-Dôme nella regione dell'Alvernia-Rodano-Alpi.

## Società

### Evoluzione demografica
Abitanti censiti